# Toma de Ampudia y Torremormojón
La  toma de Ampudia y Torremormojón fue una operación militar llevada a cabo por los comuneros castellanos a mediados de enero de 1521 con el objetivo de recuperar los castillos de Ampudia y Torremormojón, que habían caído en manos de las tropas realistas —leales al rey Carlos I— dirigidas por Francés de Beaumont y Pedro Zapata.
Los primeros enfrentamientos comenzaron el 16 de enero, un día después de que los realistas ocuparan Ampudia pacíficamente. Al mando de las tropas comuneras estaban el toledano Juan de Padilla y el obispo Antonio de Acuña, los cuales, tras unirse en Trigueros del Valle, persiguieron a Beaumont hasta la cercana Torremormojón. Allí el capitán realista consideró inútil toda resistencia y abandonó rápidamente la fortaleza para dirigirse a Medina de Rioseco. Al día siguiente, los comuneros reanudaron el combate en torno a la villa y lograron que se rindiese previo pago de un tributo. A continuación, cayeron sobre Ampudia y, tras algunos días de asedio, la tomaron el 21 de enero.

## Desarrollo de los acontecimientos

### Toma de Ampudia y Torremormojón por los realistas
En la mañana del 15 de enero de 1521, las tropas realistas dirigidas por Francés de Beaumont y el corregidor asturiano Pedro Zapata partieron en dirección a la villa de Ampudia, en lo que no era el cumplimiento de una orden emanada de la regencia, sino simplemente una iniciativa particular de los mandos militares. Ampudia pertenecía a Pedro López de Ayala, conde de Salvatierra, quien desde 1520 había mostrado una actitud hostil hacia el poder real reclutando tropas en su feudo y solicitando a la Santa Junta —máximo órgano dirigente de la revuelta— la destitución del diputado general de Álava.
Beaumont y Zapata no tardaron en comprobar la hostilidad de los habitantes, que respondieron disparándoles arcabuzazos y negándose a contribuir con pan y vino a sus soldados. Sin embargo, entraron pronto en negociaciones con la villa y pudieron apoderarse de ella sin combatirla. La toma de Ampudia constituyó un golpe de audacia que causó un gran desorden en el dispositivo organizado por los rebeldes en Tierra de Campos. Casi al mismo tiempo, Pedro Zapata se dirigió con sus fuerzas asturianas al castillo de Torremormojón que, a unos pocos kilómetros de Ampudia, se mantenía leal a Carlos I.
Al día siguiente, el regente Adriano de Utrecht recibió la noticia de los acontecimientos relatados y aprovechó la ocasión para sugerir al rey la incorporación del señorío del conde al patrimonio real:

Después de esto escrito nos ha venido nueva como don Francés de Beamont ha tomado a fuerza de armas la villa de Empudia que era del Conde de Salvatierra (...) Ya he escrito a vuestra alteza lo mucho que aquella villa y todo el estado de este conde cumple que sea incorporado a la Corona real, y pues ahora su rebelión requiere que el dicho estado le sea tomado y los de Empudia desean ser de la corona.
Carta de Adriano de Utrecht a Carlos I, fechada el 16 de enero de 1521

### Contraataque de los comuneros

#### Recuperación de Torremormojón
Sin embargo, ya en la noche del 15 de enero, el toledano Juan de Padilla había salido de Valladolid hacia el lugar donde se hallaban sus enemigos. En Trigueros del Valle se le unió el obispo zamorano Antonio de Acuña, y sus dos ejércitos juntos, unos cuatro mil hombres, se lanzaron sobre Francés de Beaumont. Este abandonó la villa de Ampudia el 16 de enero, dejando en ella una guarnición de cuarenta escuderos y treinta soldados, y encaminó sus fuerzas hacia Torremormojón. Apenas pudo refugiarse a tiempo, pues lo seguían de cerca los comuneros. El hostigamiento de Padilla duró desde el atardecer hasta las once de la noche, cuando cesó el combate. Considerando inútil proseguir la resistencia, los sitiados abandonaron el castillo por una puerta oculta y se dirigieron a Medina de Rioseco sin que los comuneros intentasen atacarlos. Al mismo tiempo, Juan de Zapata y Juan de Mendoza acordaron con el concejo de la villa la entrega, en un plazo de día y medio, de mil quinientos ducados de oro. Al parecer, los vecinos se mostraron reacios a aceptar la concordia, por lo que a la mañana siguiente Padilla y Acuña reanudaron la acometida contra Torremormojón y ordenaron a sus hombres prender fuego las puertas de la muralla, para amenazar así a sus habitantes con extenderlo al caserío. Finalmente la villa cedió ante los comuneros y, para evitar el pillaje, se comprometió a entregar los mil quinientos ducados, correspondientes al mantenimiento de los soldados y sus cabalgaduras, así como dos mil cántaras de vino. El cronista Prudencio de Sandoval ha dejado a los historiadores un relato más gráfico acerca de como ocurrió la capitulación de Torremormojón:

Como todos iban con tanto ánimo y gana de coger a los caballeros, dieron tan reciamente en la villa, quemándole las puertas, que ya la entraban, cuando salió toda la gente del lugar puestos en procesión, los clérigos revestidos con las cruces en las manos, y las mujeres y niños descalzos, con lágrimas y humildad, suplicando a Juan de Padilla que no fuesen saqueados.
Prudencio de Sandoval, Historia de la vida y hechos del emperador Carlos V.

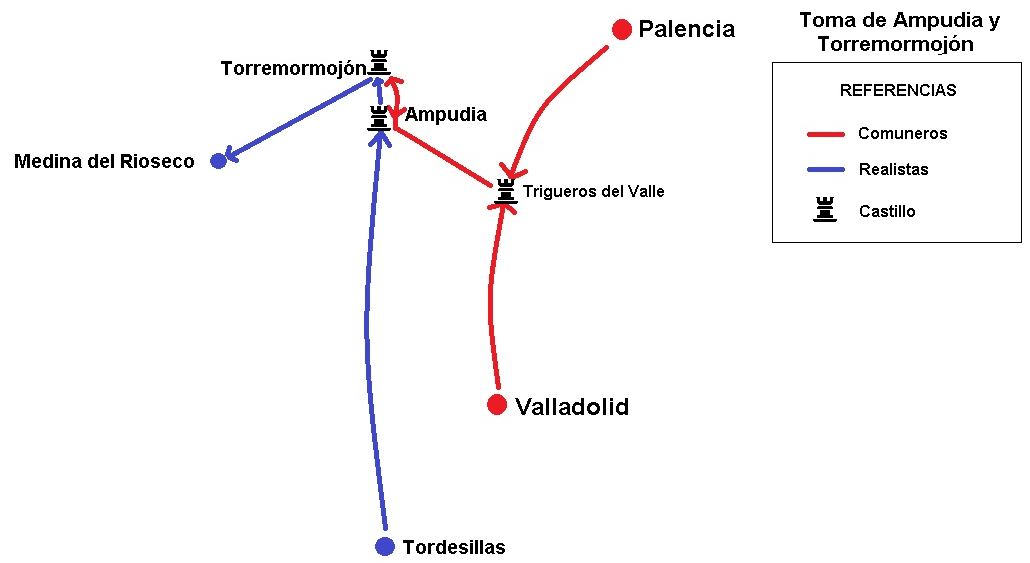
Mapa de los movimientos comuneros (en rojo) y realistas (en azul).

Según prosigue el mismo autor, los capitanes de Valladolid manifestaron su intención de saquear la villa, pero Padilla los amonestó, advirtiéndoles que ese no era el propósito de la lucha. No obstante, al parecer sí llegó a concretarse el pillaje, por cuanto sirvió de excusa al concejo de la villa para retrasar la entrega del tributo. El 18 de enero el obispo Acuña otorgó a sus emisarios un salvoconducto, aunque tardaron unos días más en suministrar lo requerido.

#### Recuperación de Ampudia
Tras esta victoria en Torremormojón, Padilla y Acuña regresaron a Ampudia, que durante unos días planteó cierta resistencia a los comuneros. Aquí es cuando los cronistas insertan una supuesta arenga del obispo de Zamora a los asaltantes que pretendían escalar los muros de la villa, muriendo en el intento:

Así, hijos, así; subid, pelead y morid, y mi alma aosadas vaya con la vuestra, pues morís en tan justa empresa y en demanda tan santa.

Los sitiados, entre ellos los escuderos que había dejado Francés de Beaumont cuando salió de ella, finalmente se rindieron ante los comuneros el 21 de enero y salieron de la fortaleza con sus armas y caballos.

#### Pago de Torremormojón
El 21 de enero, al mismo tiempo que caía Ampudia, el estado mayor comunero retomó el asunto de Torremormojón y le prorrogó hasta el sábado 26 el plazo de concesión del tributo, ordenándole a su concejo que hiciese entrega del mismo a Hernando López de Catalayud y a Francisco de la Serna, vecinos de Valladolid. Ese día la villa entregó una pequeña parte de la cantidad adeudada, como aparece en el recibo firmado por Francisco de la Serna, por el que reconoce haber recibido del bachiller Calleja y del cura Antonio Rodríguez, entre otras cosas, un pie de cruz, «una copa con su sobre e su patena», dos candelabros de plata, un incensario, cuatro cálices con sus patenas, dos vinajeras, una cruceta pequeña, dos cetros, y once tazones.

## Repercusiones
Contemporáneamente a los acontecimientos, el conde de Benavente protestó por los daños ocasionados a Torremormojón y sus habitantes y acusó a Francés de Beaumont de haber huido del castillo sin haber hecho nada para defenderlo, maniobra que según él, sí era posible de realizar. La información judicial fue ordenada el 30 de septiembre de 1521, ya con la revuelta comunera sofocada en casi todo el reino. El conde incluyó para su indemnización:
- 130 lanzas robadas, por 17 680 maravedíes.
- Robos de menor cuantía, por 750 maravedíes.
- Espías y delatores, por 15 000 maravedíes.
- Un bosque arrasado, por 100 000 maravedíes.

La propia Torremormojón, por otro lado, pidió indemnización por la plata de las iglesias que debió entregar a los comuneros en calidad de tributo de guerra.

## Otras interpretaciones
El historiador Modesto Lafuente señaló que la toma de Ampudia por los comuneros se debió a que Padilla y Acuña deseaban reforzar su alianza con el conde de Salvatierra, dueño de la villa. Sin embargo, lo cierto es que la proyectada operación respondió más a necesidades estratégicas que a las aducidas por él, por cuanto la amistad con el conde estaba asegurada ya desde hacía varios meses.

### Libros
- Pérez, Joseph (1977). La revolución de las Comunidades de Castilla (1520-1521). Siglo XXI de España Editores. ISBN 9788432302855.
- Danvila, Manuel (1898). Historia crítica y documentada de las Comunidades de Castilla. Volumen III. OCLC 4782003.
- Fernández Martín, Luis (1979). El movimiento comunero en los pueblos de Tierra de Campos. Centro de Estudios e Investigación San Isidoro. ISBN 9788400044411.
- Sandoval, Prudencio de (1955). Historia de la vida y hechos del emperador Carlos V. Atlas.

- Cooper, Edward (1991). Castillos señoriales en la Corona de Castilla, volumen I. Universidad de Salamanca. ISBN 9788478461127.

### Publicaciones
- Rodríguez Salcedo, Severiano (1953). «Historia de las Comunidades Palentinas». Publicaciones de la Institución Tello Téllez de Meneses (10). ISSN 0210-7317.
- Roldán, José (1984). «El levantamiento del conde de Salvatierra (1520-1521). Balance historiográfico (s. XIX-XX)». Vasconia 4. Archivado desde el original el 27 de diciembre de 2017. Consultado el 27 de enero de 2018.

- Datos: Q47504081